# Puntuación de texto
Se llama puntuación de texto, a diferencia de lo que significa puntuación a secas, al conjunto de marcas que indican al lector la estructura de un documento o un escrito, independientemente y separadamente de la composición del mismo en frases y párrafos.

## Diferencia entrepuntuación de fraseypuntuación de texto
La puntuación a secas (o sea puntuación sin ningún adjetivo o complemento), a veces también llamada « puntuación de frase o puntuación con signos negros », está basada en el empleo de signos tales como la coma, los dos puntos, el punto, el punto y coma, los puntos suspensivos, etc. También forman parte de este conjunto de signos, otros tales como la raya (tanto el guion largo o guion de diálogo, como el guion corto y el guion medio), así como todos los pares de comienzo y de final ligados a la composición interna de un texto (dentro de los límites de una frase o de un párrafo), como por ejemplo los paréntesis (curvos o rectos o de otro tipo), las comillas, los signos de interrogación y de admiración, etc.
Por el contrario, la puntuación de texto está basada en el empleo de signos frecuentemente llamados blancos, asociados a índices o componentes alfanuméricos que en sí mismos no constituyen una frase, como por ejemplo las marcas que señalan los títulos, los subtítulos o intertítulos, las llamadas de fin de página y de fin de capítulo, los resúmenes, los índices de contenido (o índice de materias), etc.

## Jerarquización al utilizar signos blancos
En todos o en la mayoría de los libros en prosa de tipo lineal estándar (por ejemplo un libro de viaje), se utilizan este tipo de signos blancos, o sea, se aplica una puntuación llamada blanca o de clase blanca. Seguidamente se presentan estos signos blancos, clasificados jerárquicamente «de abajo arriba», o sea, desde el más cercano a la frase al más lejano a la frase:
1. Alinéas de apertura (sangrías) y de cierre (incompletas), que marcan la composición o edición de un parágrafo.
2. Interlineas, espacios o intervalos verticales, a veces reforzados o destacados por una viñeta o por uno o varios asteriscos, lo que marca la composición en secciones (cuando la sección corresponde a un tema incluido en un índice o sumario o tabla de contenido).
3. Signo de páginas de cierre en fin de capítulo, o de apertura en principio de capítulo, estas últimas en un índice asociadas a un número de sección con un título.
4. Signo de páginas de cierre de fin de libro, o páginas de apertura al comienzo del libro, a veces llamadas «páginas de guardia», estas últimas con una página de falso título (generalmente página 3 o 5), con un frontispicio (página 4 o 6), y con una página de título principal (página 5 o 7); este nivel marca una composición en volumen o en tomo.

## Obras, libros, volúmenes físicos y tomos lógicos
En el quinto nivel de composición textual, una obra se presenta en uno o varios libros (cf. À la recherche du temps perdu, de Proust, en donde el primer libro o el primer tomo es Du côté de chez Swann).
La división física de una obra en varios objetos relacionados o ligados por separado, es lo que crea los volúmenes (así por ejemplo, hablaremos de los tres volúmenes de La Princesse de Clèves), y la división de los mismos en unidades llamadas tomos. Otro ejemplo es la Biblia, que está dividida en dos tomos: (1) Antiguo testamento que forma el tomo I, y (2) Nuevo testamento, más Apocalipsis, más Epístolas católicas, más Epístolas paulinas, más Hechos de los Apóstoles, que conforman el tomo II.